# Бристол (остров)
Бристол (англ. Bristol Island) — необитаемый остров размерами 9 x 10 км, между островами Беллинсгаузена и Монтагью, архипелаге Южные Сандвичевы острова в южной части Атлантического океана. Входят в состав заморской территории Великобритании Южная Георгия и Южные Сандвичевы Острова (то есть принадлежит Великобритании, но не являются её частью). Другое название острова — Бланка (исп. Isla Blanca).

## Геология
Остров представляет собой стратовулкан высотой 1100 метров над уровнем моря. Бристол большую часть года покрыт снегом. Состоит из вулканического купола, кратеров. В западной части острова возникли вулканические разломы в почвах. Берега Бристола обрывистые и неудобны для высадки. Вулканическая активность проявлялась в течение всего исторического времени. Последнее извержение датируется 11 января 1956 годом. Тогда выбросы пепла происходили с западного склона вулкана и покрыли ледяную шапку горы Дарнлей (англ. Mount Darnley). Извержение было видно с острова Туле, который расположен к югу от Бристола. Учёные с острова Туле описывали, что извержение было мощным и в воздух произошёл выброс огненной массы на высоту 200—300 метров. Активность вулкана длилась около 48 часов. В марте того же года в данный район было послано научное судно Протектор (англ. Protecor), которое не зафиксировало какой-либо вулканической активности на данный момент. Также имеются сведения об извержении вулкана 31 декабря 1935 года с китобойного судна Сурабая (англ. Sourabaya).

## История
Остров открыл Джеймс Кук в 1775 году и назвал остров в честь Августа Херви — 3 графа Бристоля (англ.  Augustus Hervey, 3rd Earl of Bristol). Чёткие очертания и точные координаты острова дала экспедиция Беллинсгаузена. Первая официальная высадка произошла в 1908 году норвежским китобоем Карлом Ларсеном.

## В литературе
Герои романа Жюля Верна «Ледяной сфинкс» в ходе своей экспедиции в Антарктику высаживались на остров Бристол.